# Cordelia (nome)
Cordelia  è un nome proprio di persona italiano femminile.

## Varianti
- Ipocoristici: Delia
- Maschili: Cordelio[1]
  - Ipocoristici: Delio

### Variante in altre lingue
- Ceco: Kordelia, Cordelie
- Francese: Cordélie
- Inglese: Cordelia[2]
- Tedesco: Cordelia
- Ungherese: Kordélia

## Origine e diffusione

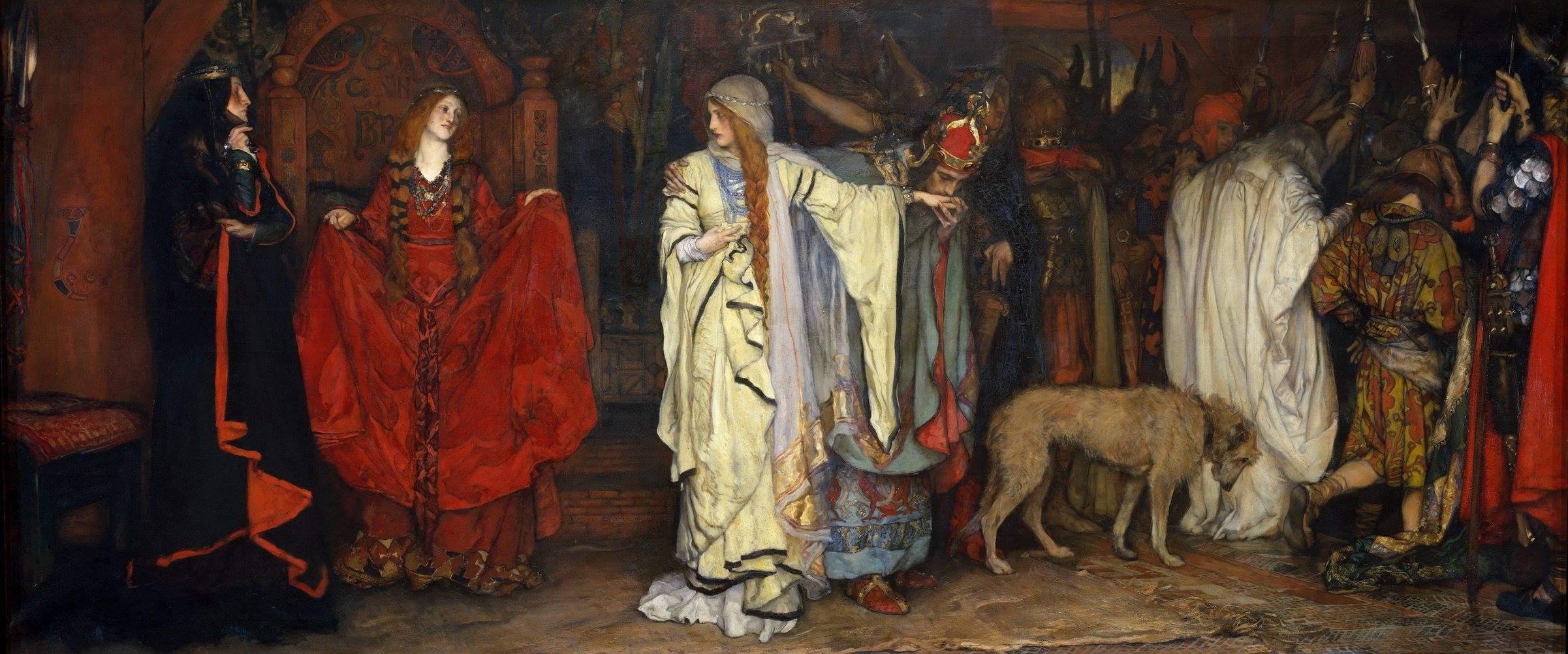
L'addio di Cordelia, di Edwin Austin Abbey

Il nome Cordelia è stato usato da William Shakespeare nella sua tragedia Re Lear, per la figlia del personaggio omonimo, e vi sono differenti ipotesi sulla sua etimologia. Shakespeare lo prese da un'opera di Raphael Holinshed pubblicata nel 1577 (una trentina d'anni prima del suo Re Lear, rappresentato per la prima volta nel 1608), dove si trattava di un errore di trascrizione del nome di una figura leggendaria, Cordeilla. A sua volta, pare che Holinshed abbia preso il nome Cordeilla dall'Historia Regum Britanniae di Goffredo di Monmouth, composta attorno al 1130, che è il primo testo in assoluto dove il nome di questa figura della mitologia gallese viene riportato (più avanti, nelle genealogie dei personaggi leggendari gallesi del XIV secolo, il nome verrà menzionato due volte, una volta scritto Cordiella ed una Cordoylla); va notato che Monmouth fece molta confusione con i nomi che scelse per le sue opere, dando origine ad altri di uso moderno come Morgana, Rowena e Guendalina.
Non è chiaro da dove Monmouth abbia tratto il nome Cordeilla; un'ipotesi suggerisce che possa averlo derivato dal nome tedesco Cordula o Cordola (portato da una delle vergini compagne di sant'Orsola) oppure direttamente dal latino cor (genitivo: cordis, "cuore"), da cui Cordula probabilmente deriva; in tal caso, Shakespeare avrebbe potuto pensare il nome per sottolineare l'animo buono del suo personaggio. Tuttavia, alcuni esperti ritengono che Cordula e Cordelia non siano correlati.
Una seconda ipotesi propone un legame con il nome di Creiddylad, un'altra figura della mitologia gallese, figlia del dio Lludd Llaw Eraint nel Mabinogion. Nella storia di Culhwch e Olwen, Creiddylad è menzionata due volte. La correlazione tra i due nomi ha tuttavia una probabilità piuttosto esigua. Il nome Creiddylad è composto dagli elementi celtici kred ("cuore") e dligito ("dovere", "debito", "pegno").
Vi sono poi alcune altre interpretazioni minoritarie, come quella che lo riconduce ai termini greci κορη (kore, "fanciulla", da cui anche Cora e Corinna) e δηλος (delos, "chiara", "limpida", da cui Delia), proponendo quindi il significato di "pura fanciulla".
Eccetto per gli usi mitologici e letterari, le prove dell'esistenza di persone di nome Cordelia prima dei tempi moderni sono rare: nel Seicento quelle di cui si ha notizia certa sono solamente tre. È quindi probabile che la diffusione sia successiva alla pubblicazione dell'opera di Shakespeare. L'uso del nome in italiano, scarso, è dovuto alla fama del personaggio letterario.

## Onomastico
Il nome è adespota, ovvero non esistono sante che lo portino; l'onomastico ricade quindi in occasione di Ognissanti, il 1º novembre.

## Persone
- Cordelia von den Steinen, scultrice svizzera

## Il nome nelle arti
- La regina Cordelia era una leggendaria sovrana britannica, figlia di Leir di Britannia, da cui è stato tratto l'omonimo personaggio della tragedia Re Lear di William Shakespeare.
- Cordelia è un personaggio del Diario del seduttore, di Søren Kierkegaard.
- Cordelia è un personaggio del film del 2001 L'altra metà dell'amore, diretto da Léa Pool.
- Cordelia è un personaggio dell'anime Romeo × Juliet.
- Cordelia Chase è un personaggio delle serie televisive Buffy l'ammazzavampiri ed Angel.
- Cordelia Flakk è un personaggio del romanzo di Jasper Fforde Persi in un buon libro.
- Cordelia Flyte è un personaggio del romanzo Ritorno a Brideshead scritto da Evelyn Waugh e dell'omonimo film del 2008, diretto da Julian Jarrold.
- Cordelia Frost è un personaggio immaginario di fumetti della Marvel Comics.
- Cordelia gi Randgriz è un personaggio del videogioco Valkyria Chronicles.
- Cordelia Glauca è un personaggio dell'anime Tantei Opera Milky Holmes.
- Cordelia Goode Foxx è un personaggio della serie televisiva American Horror Story: Coven
- Cordelia Gray è un personaggio è un personaggio dei romanzi della serie omonima scritti da Phyllis Dorothy James.
- Cordelia Malcomess è un personaggio dei romanzi di Alessia Gazzola, e della serie televisiva L'allieva da essi tratta.
- Cordelia Marlowe è un personaggio del film del 1923 Cordelia the Magnificent, diretto da George Archainbaud.
- Cordelia Naismith è un personaggio dei romanzi del Ciclo dei Vor, scritti da Lois McMaster Bujold.
- Cordelia. Giornale per le giovinette era un periodico per signorine pubblicato dall'editore Cappelli dal 1881 e curato da Angelo de Gubernatis.
- Cordelia Carstairs è la protagonista della trilogia The Last Hours (Shadowhunters) dell’autrice americana Cassandra Clare.

## Toponimi
- Cordelia è un satellite di Urano.
- 2758 Cordelia è un asteroide della fascia principale.